# Paramolgula gregaria
Paramolgula gregaria är en sjöpungsart som först beskrevs av René-Primevère Lesson 1830.  Paramolgula gregaria ingår i släktet Paramolgula och familjen kulsjöpungar.
Artens utbredningsområde är Södra Ishavet. Inga underarter finns listade i Catalogue of Life.